# Valsos amorosos (Brahms)
Els Valsos amorosos, op. 52, (en alemany, Liebeslieder-Walzer) de Johannes Brahms aparegueren publicats en dos parts, amb dos números d'opus: op. 52 i op. 65. El valsos són una col·lecció de cançons d'amor a estil dels ländler, i escrits per a cor de veus i piano a quatre mans. El text dels Liebeslieder pertany a l'obra de Georg Friedrich Daumer, Polydora, una col·lecció de cançons tradicionals i poemes d'amor. També serviria com a text per als seus Setze valsos, op. 39 i els Neue Liebeslieder, op. 65.
Aquests valsos són una col·lecció de cançons d'amor escrites amb un estil popular i que no perden la complexitat compositiva de Brahms. Escrita per a veus ad libitum i piano quatre mans, l'obra pot acomodar-se fàcilment a molts conjunts vocals de mida diferent. Encara que actualment formen part del repertori coral estàndard, probablement Brahms pretenia que s'interpretessin en sales o reunions informals domèstiques, més que en sales de concerts. Van aconseguir l'èxit immediatament, i aquestes peces van ser responsables en part del seu benestar econòmic, i va consolidar la seva reputació entre el públic en general que comprava música a Viena i a Europa.

## Context compositiu
Tot i que no hi ha cap dada concreta que ens informi sobre que va inspirar a Brahms per compondre el valsos, alguns opinen que la motivació era el seu amor frustrat per la pianista Clara Schumann, dona del compositor Robert Schumann. Sobre la motivació, hi ha també la possible admiració del músic cap a un artista anterior; aquest era un tòpic habitual entre escriptors, artistes, i compositors del segle xix. En aquesta qüestió, molts teòrics citen Harold Bloom, autor de The Anxiety of Influence; Bloom afirma que “tots els poetes han de tractar l'ansietat amb relació a l'admiració que senten pels seus predecessors... que és objecte d'enveja i admiració del poeta més tardà, que tem que el precursor no hagi deixat res més per dir”. Rosen es refereix a Brahms com un "mestre en l'al·lusió" a altres compositors i argumenta que hom no pot entendre Brahms sense conscienciar les influències rebudes, un “fet necessari en la vida creativa” del compositor.
Un compositor que, en particular, que va influir en els Valsos amorosos fou Franz Schubert. Brahms admirava Schubert i estudià extensament les seves obres. Segons Brodbeck, Schubert va influir Brahms a través dels seus Vint Ländler. Brahms va intentar que els seus valsos s'interpretessin en entorns nocturns informals similars als dels balls amb els Ländler de Schubert. Una altra referència als Ländler de Schubert és la indicació de "Im ländler tempo" que apareix en els Valsos amorosos. Probablement, Brahms ja havia completat els arranjaments del Vint Ländler abans de començar la composició dels Valsos amorosos. La influència dels Vint Ländler no només va conformar escriptura dels Valsos amorosos des d'una perspectiva compositiva, sinó que també va afegir un sentit de profunditat, significació i credibilitat a l'obra de Brahms.

## Recepció
Els Valsos amorosos es van completar l'any 1869 i l'estrena fou el 5 de gener de 1870. Un dels comentaris del concert celebrat a Londres l'any 1877 suggereix que el públic gaudia molt de l'obra de Brahms, tot i que hi va haver crítiques sobre el moviment "ad libitum" de les veus i una "falta de flux melòdic" al llarg dels divuit moviments. Però, a grans trets, el concert del valsos de Brahms de Londres fou una de les actuacions musicals més apreciades del 1877.
Per a alguns, Brahms va fer reviure la música de cambra, amb obres com aquesta, i els arranjaments posteriors dels valsos per a piano a quatre mans, op. 52a, compostos i estrenats el 1874. Altres arranjaments dels Valsos amorosos aparegueren el 1870 quan Brahms, pressionat per Ernst Rudorff, per fer alguns arranjaments orquestral, que es van estrenar el 19 de març de 1870. Són vuit de les peces de l'op. 52 i una peça que posteriorment va ser inclosa en els Neue Liebeslieder, op. 65. La versió orquestral no es va publicar fins al 1938. En una carta escrita el 1870 al seu editor, Fritz Simrock, Brahms es referia als Valsos amorosos com a "bonics números de concert".
És una obra ben valorada i actualment segueixen sent força interpretats en concerts. Els més apreciats son el sisè i l'onzè i s'han fet adaptacions com a obres corals. És una obra que s'adapta al públic actual a causa de la brevetat dels moviments que, a més, engloben una varietat d'emocions i estats d'ànim. També és una peça de Brahms diferent, ja que va compondre poc per a petits conjunts vocals i piano. La presència d'un acompanyament de piano en els Valsos amorosos dona singularitat a l'obra.

## Valsos. Característiques generals
| Títol                                  | Tempo                        | Forma  | Veus | Tonalitat     | Durada (aprox.) |
| -------------------------------------- | ---------------------------- | ------ | ---- | ------------- | --------------- |
| 1. Rede, Mädchen                       | Im Ländler-Tempo             | ABA'   | SATB | Mi major      | 1:20            |
| 2. Am Gesteine rauscht die Flut        |                              | Binari | SATB | La menor      | 0:45            |
| 3. O die Frauen                        |                              | Binari | TB   | Si♭ major     | 1:00            |
| 4. Wie des Abends schöne Röte          |                              | Binari | SA   | Fa major      | 0:50            |
| 5. Die grüne Hopfenranke               |                              | Binari | SATB | La menor      | 1:45            |
| 6. Ein kleiner, hübscher Vogel         | Grazioso                     | Rondó  | SATB | La major      | 2:35            |
| 7. Wohl schön bewandt war es           |                              | Binari | S(A) | Do menor      | 1:10            |
| 8. Wenn so lind dein Auge mir          |                              | Binari | SATB | La♭ major     | 1:30            |
| 9. Am Donaustrande                     |                              | ABA'   | SATB | Mi major      | 2:10            |
| 10. O wie sanft die Quelle             |                              | Binari | SATB | Sol major     | 0:55            |
| 11. Nein, es ist nicht auszukommen     |                              | ABA'   | SATB | Do menor      | 0:52            |
| 12. Schlosser auf, und mache Schlösser |                              | Binari | SATB | Do menor      | 0:45            |
| 13. Vögelein durchrauscht die Luft     |                              | Binari | SA   | La♭ major     | 0:45            |
| 14. Sieh, wie ist die Welle klar       |                              | Binari | TB   | Mi♭ major     | 0:50            |
| 15. Nachtigall, sie singt so schön     |                              | Binari | SATB | La♭ major     | 1:20            |
| 16. Ein dunkeler Schacht ist Liebe     | Lebhaft (viu)                | Binari | SATB | Fa menor      | 1:20            |
| 17. Nicht wandle, mein Licht           | Mit Ausdruck (amb expressió) | Binari | T    | Re♭ major     | 1:55            |
| 18. Es bebet das Gesträuche            | Lebhaft (viu)                | ABA'   | SATB | Re♭/Do♯ major | 1:25            |

## Anàlisi musical
El conjunt comença amb el ritme característic de vals: “um-pa-pa”, amb la primera nota del baix damunt la primera pulsació seguida d'un acord sobre la segona i tercera pulsació. Brahms no s'allunya massa d'aquest idioma familiar, de les melodies populars senzilles i fàcils de cantar que permeten que el seu treball es mantingui ben fonamentat, i a partir d'aquí hi afegeix complexitat més rítmica. Brahms és reconegut per la seva capacitat per manipular el temps, particularment en l'ús de la síncope i la hemiòlia. Així immediatament apareix una subtil hemiòlia s'endinsa en la primera estrofa. El vals núm. 2 amplia l'ús de la hemiòlia que dura durant tota la cançó: el piano interpreta toca amb un compàs 3/4 amb una melodia en el tenor que està en compàs 3/2. Brahms incorpora un compàs diferent de l'estàndard 3/4 que utilitza com a plantilla.
Una altra manipulació de la mètrica que s'utilitza és el desplaçament mètric, un canvi fora del compàs establert. Aquesta alteració subtil es veu, sobretot, el vals núm. 5, on en la segona part del piano comença en l'anacrusi amb dues corxeres descendents. Aquest patró que emfatitza la tercera pulsació continua a mesura que entra el primer piano; quan finalment entren les veus reforçant la pulsació, la percepció de la mètrica de l'oient es desplaça. Aquest patró apareix periòdicament a tot el conjunt, especialment en el vals núm. 7.

### Ordre dels valsos
Brahms va escriure els valsos amb força rapidesa l'estiu de 1868 com un conjunt de danses desordenades. Probablement, va pensar que el intèrpret particular, a casa seva, només hauria de triar el valsos favorits. La incertesa de l'ordre, el tipis d'agrupació i el nombre possible de volums, van generar una llarga correspondència amb el seu editor, N. Simrock, amb canvis realitzats fins a l'estrena, i en la seva pròpia còpia de la primera edició publicada.
Els valsos existeixen avui com un sol conjunt de 18 peces, però és evident que Brahms va fer provatures de cara a la possibilitat de fer dos llibres de nou valsos o, fins i tot, de tres llibres de sis valsos, donant als números 6, 9 i 18 un sentit particular com a tancament per la seva peculiar expressió, indicacions i estructura. Juntament amb el vals inaugural i el número 11, aquests tres són els únics valsos del conjunt que tenen una estructura formal més complexa. Els valsos núms. 1, 9, i 18 tenen una forma binària de tres frases i el núm. 6 és un rondó, mentre la resta dels valsos tenen la forma binària més simple, més habituals en les transcripcions de les cançons tradicionals.
La sensació de tancament és més aparents en el vals núm. 9, que hauria servit com la peça final en ambdós possibilitats, la de dos o tres volums; en el cas dels tres volums, el núm. 9 seria el darrer vals del segon volum (el núm. 12). Aquest també va ser el vals que Brahms va triar per acabar el seu arranjament per a cor i orquestra. El vals retorna a la tonalitat de mi major, la tonalitat en què comença el conjunt. I finalitza amb un línia melòdica descendent, un decrescendo, un ritardando, i un calderó, tots els recursos que inequívocament donen sentit a un final.

## Versions
A causa de la popularitat de la peça, existeixen moltes versions i transcripcions dels Valsos amorosos.
- La versió Opus 52a, per a dos pianos i sense veus fou publicat l'any 1874, amb addicions menors i més complexitat en la partitura original de la part del piano.
- Brahms també publicà una versió per a veus amb piano sol el 1875. El director Ernst Rudorff va convèncer Brahms per fer un arranjament dels valsos per a veu i petita orquestra per un concert públic el 1870, tot i que aquesta versió no va ser publicada fins a l'any 1938.[13]
- Friedrich Hermann també va realitzar una transcripció del Valsos amorosos només per a corda l'any 1889.[17]